# Методы исследования пульпы зуба
 Методы исследования пульпы зуба - комплекс диагностических методов, используемых в стоматологии для определения состояния пульпы зуба и близлежащих тканей. Методы основаны на теории возбудимости живых тканей под действием внешнего раздражителя. Такие исследования важны в стоматологической практике и имеют существенное влияние в разработке плана лечения тестируемого зуба. Существует два основных типа диагностики: тест на жизнеспособность, который оценивает кровоснабжение зуба, и тест на чувствительность.

## Клиническое значение
Методы исследования пульпы зуба используются для определения состояния здоровья пульпы зуба. Диагностическая информация, полученная в результате тестов, используется вместе с анамнезом, клиническими и рентгенологическими данными для определения диагноза и прогноза лечения.
Исследования пульпы зуба (ИПЗ) имеют следующие цели:
- диагностика эндодонтической патологии
- локализация зубной боли
- различие между одонтогенной и не одонтогенной болью
- оценка состояния пульпы после травмы зуба
- установление здоровья пульпы до протезирования.

Тесты могут проводиться путём стимуляции сенсорных волокон внутри пульпы (тест на чувствительность) или путём оценки пульпального кровотока (тест на жизнеспособность). Сообщается, что все доступные методы имеют ограничения с точки зрения точности и воспроизводимости и поэтому требуют тщательной интерпретации в клинической практике.

## Исследование чувствительности
Тест на чувствительность оценивает сенсорную реакцию зуба на внешний раздражитель, результаты которого могут быть экстраполированы для косвенного определения состояния здоровья пульпы. Сенсорные стимулы (тепло, холод, электрический ток) используются для стимуляции ноцицепторов внутри пульпы. Реакция пациента зависит от используемого стимула. Тестирование чувствительности основано на гидродинамической теории Браннстрёма, согласно которой активация ноцирецепторов обусловлена движением жидкости внутри дентинных канальцев в ответ на термические, электрические, механические или осмотические раздражители.

### Результаты
Существует три основных результата теста на чувствительность пульпы.
- Норма: здоровая пульпа реагирует на тестирование короткой острой болью, которая проходит, когда стимул снимается, что указывает на наличие нервных волокон и их реакцию.
- Продолжительный ответ: данный результат указывает на некоторую степень воспаления пульпы. Если боль выражена, но стихает после того, как стимул был удалён, вероятен диагноз обратимого пульпита. Однако продолжительная боль, которая присутствует, несмотря на удаление стимула, свидетельствует о необратимом пульпите.
- Отсутствие ответа: отсутствие реакции позволяет предположить, что иннервация зуба нарушена. Причинами могут быть: некроз пульпы, предшествовавшая обработка корневых каналов.

## Определение чувствительности

### Влияние температурных изменений
Включает в себя воздействие на зуб горячими или холодными раздражителями, является наиболее распространённой формой теста на чувствительность. Для проведения подобных тестов в распоряжении стоматолога имеются различные раздражители, наиболее доступным из которых является обычный лёд (0 °C). Несмотря на явные преимущества в цене и доступности, не гарантирует необходимой диагностической точности. Сухой лёд (-78 °C) имеет гораздо лучшие показатели, однако столь низкая температура в ротовой полости может быть опасна (несмотря на доказательства отсутствия отрицательного воздействия на слизистую оболочку и структуру зуба). В этом тесте также используют Хлорэтан (-12.3 °C), 1,1,1,2-тетрафторэтан (-26.5 °C), газовую смесь пропан / бутан / изобутан (в распылителях). 
Предполагается, что холодовой тест стимулирует волокна типа A в ткани пульпы и вызывает короткую острую боль.
Тепловые испытания включают использование нагретых инструментов, таких как шариковый зонд или гуттаперча. Такие тесты используются реже, так как считается, что они менее точны, чем холодные, но с большей вероятностью могут привести к повреждению зубов и окружающей слизистой оболочки.

### Электроодонтометрия
Электроодонтометрия (ЭОД) имеет широкое применение в современной медицине. Пульпа в сравнении с зубными тканями насыщена водой (4-5% воды) что делает её наилучшим проводником электрического тока в зубе. Согласно работам профессора Л.Р.Рубина на зубах расположены чувствительные точки, с которых раздражение вызывается при наименьшей силе тока. На фронтальных зубах данные точки расположены на средине режущего края, у жевательных зубов - на вершине бугра. В данных точках реакция зубов будет колебаться в радиусе от 2 до 6 мА. Любые другие показатели ниже или выше данного уровня можно считать патологией. Снижение возбудимости может наблюдаться у пожилых людей (вследствие возрастных изменений, часто на коренных зубах). В таком случае необходимо ориентироваться в премолярах на щечный, а в молярах - щечно-медиальный бугры.  
ЭОД проводят путём нанесения проводящей среды (например, зубной пасты) на высушенный заранее зуб и размещения наконечника зонда электрического тестера пульпы на поверхности зуба, ближайшей к рогу пульпы. Затем пациенту необходимо передать конец проводящего зонда для завершения контура и условиться, что тот отпускает его, когда почувствует покалывание. Использование такого рода тестов нежелательно для пациентов с кардиостимуляторами. Следует соблюдать осторожность при использовании теста электрической пульпы на зубе, прилегающем к металлическим реставрациям, так как они могут создавать электрическую проводимость и давать ложноотрицательные результаты.

### Тест кусанием
Пациенту предлагается прикусить твёрдый стерильный предмет (ватный тампон, зубочистку). Боль при укусе может указывать на наличие повреждения в зубе.

### Тест с применением обезболивающего
Проводится анестезия одного зуба. Если боль продолжается, процедура проводится повторно на зубе, расположенном мезиально по отношению к ранее обезболенному зубу. Если желаемый эффект не был достигнут и источник боли не был выявлен аналогичная процедура выполняется на противоположной зубной дуге.

### Тест с образованием полости
Данный метод рассматривается в качестве крайней меры в том случае, если результаты предыдущих четырёх тестов были неубедительными. В данном случае используются высокоскоростные боры, без применения анестезии высверливается небольшое отверстие в зубе пациента. Если пациент утверждает, что чувствовал боль при перфорации, это указывает на сохранение функций пульпы. Боль возникает при прохождении дентина, который со временем может частично восстановиться. 
В то же время частично некротизированная пульпа не выявит избыточно болевой реакции. Этот инвазивный метод используется крайне редко ввиду наличия фактора психологического давления на пациента.

### Ограничения в тестах на чувствительности
Возможное получение ложноположительных или ложноотрицательных результатов при проведении теста. Ложноположительный ответ возникает, когда пациент чувствует раздражитель несмотря на отсутствие сенсорной ткани в тестируемом зубе. Такие реакции могут возникать из-за иннервации соседних зубов, из-за неадекватной изоляции тестового зуба или у тревожных пациентов или у многокорневых зубов, у которых осталась пульпарная ткань в одном канале. Ложноотрицательные результаты  могут наблюдаться в недавно травмированных зубах, также в зубах которые имеют значительно уменьшенный размер пульпы из-за образования третичного или склеротического дентина.

## Определение жизнеспособности пульпы
Данные тесты определяют сосудистое снабжение зуба, которое является более точным и надёжным показателем здоровья пульпы, чем тестирование чувствительности; однако проведение таких тестов в клинической практике затруднено из-за затрат, времени и требований к оборудованию.

### Метод лазерной допплеровской флоуметрии
Лазерный луч, направленный на зуб, следует по пути дентинных канальцев к пульпе. Лазерное излучение доставляется к зубу или десне по световодному зонду. Излучение, рассеянное эритроцитами, движущимися в микроциркуляторном русле, претерпевает изменение частоты (эффект Допплера), пропорциональное скорости их движения. Отражённое от эритроцитов излучение поступает по световодному зонду в анализатор для дальнейшей обработки. На выходе прибора формируется аналоговый сигнал, пропорциональный величине перфузии кровотока в зондируемой области. Специальные программы позволяют зарегистрировать ЛДФ-грамму и произвести расчёт микрогемодинамических параметров.

### Пульсоксиметрия
Этот метод использует разницу в поглощении красного и инфракрасного света оксигенированными и деоксигенированными эритроцитами в кровообращении для определения уровня насыщения кислородом (SaO2).

### Двухволновая спектрофотометрия
Использование света с двумя длинами волн устанавливает содержимое внутри пульпарной камеры.